# جمال باجندوح
جمال باجندوح مواليد 1992 في مدينة بورنموث، هو لاعب كرة قدم سعودي. يلعب كلاعب وسط.

## مسيرة اللاعب
بدأ جمال باجندوح مسيرته الرياضية في عدة أندية بإنجلترا ثم عاد إلى السعودية و وقع مع نادي الاتحاد في عام 2013 و احترف في كرواتيا في نادي فاراجدين في عام 2019 و لعب معهم لمدة موسم رياضي و عاد مرة أخرى إلى السعودية و لعب مع نادي الشباب ونادي الطائي.

## روابط خارجية
- جمال باجندوح على موقع ناشيونال فوتبول تيمز (الإنجليزية)
- جمال باجندوح على موقع Soccerway.com (الإنجليزية)